# Katharine Brownlow
Katharine Charlotte Deirdre Brownlow (Altrincham, 16 de agosto de 1964) es una deportista británica que compitió en remo.
Ganó dos medallas de plata en el Campeonato Mundial de Remo, en los años 1989 y 1991. Participó en los Juegos Olímpicos de Barcelona 1992, ocupando el séptimo lugar en la prueba de ocho con timonel.

## Palmarés internacional
| Campeonato Mundial | Campeonato Mundial | Campeonato Mundial | Campeonato Mundial        |
| Año                | Lugar              | Medalla            | Prueba                    |
| ------------------ | ------------------ | ------------------ | ------------------------- |
| 1989               | Bled (Yugoslavia)  | Medalla de plata   | Cuatro sin timonel ligero |
| 1991               | Viena (Austria)    | Medalla de plata   | Cuatro sin timonel ligero |